# Xylobosca capitosa
Xylobosca capitosa är en skalbaggsart som beskrevs av Pierre Lesne 1906. Xylobosca capitosa ingår i släktet Xylobosca och familjen kapuschongbaggar. Inga underarter finns listade i Catalogue of Life.